# Chloe Pirrie

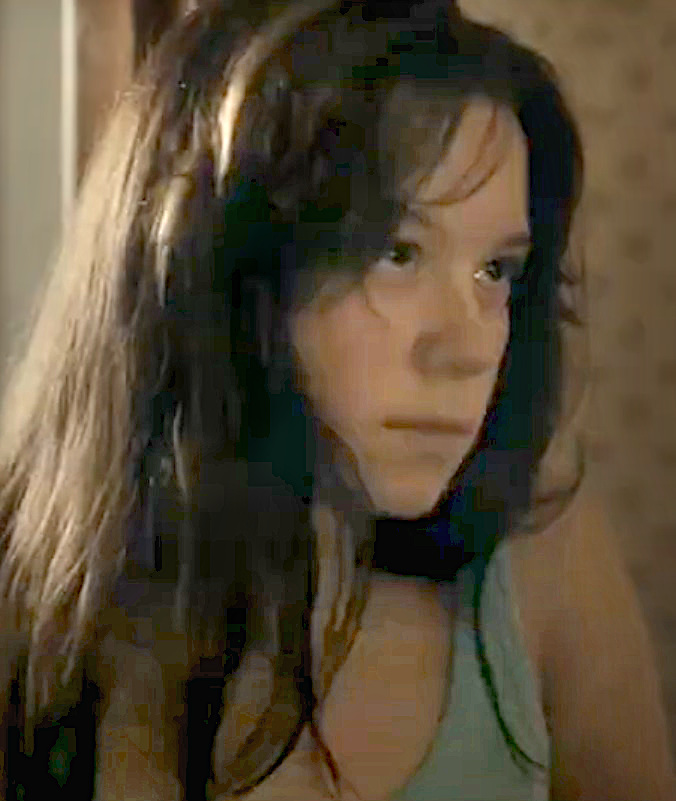
Pirrie im Jahr 2012

Chloe Pirrie (* 25. August 1987 in Edinburgh) ist eine schottische Schauspielerin.

## Leben
Pirrie wuchs in Stockbridge, einem Vorort von Edinburgh, auf. Sie besuchte die Mary Erskine School. Später zog sie nach London um und ging dort in die Guildhall School of Music and Drama, die sie 2009 abschloss. Im selben Jahr begann sie ihre Schauspielkarriere. Pirrie debütierte 2010 am Royal National Theatre und in einem Kurzfilm. Ihre erste Filmhauptrolle hatte sie in dem schottischen Drama Shell im Jahr 2012. Ein Jahr später spielte sie in der zweiten Staffel der Fernsehserie Black Mirror in der Episode „The Waldo Moment“ eine junge Politikerin. 2015 wirkte sie in dem TV-Film An Inspector Calls mit. 2017 spielte sie in der zweiten Staffel der Netflix-Serie The Crown eine Nebenrolle.

## Filmografie (Auswahl)
- 2010: Solstice (Kurzfilm)
- 2012: Shell
- 2013: Black Mirror (Fernsehserie, 1 Episode)
- 2013: Misfits (Fernsehserie, 1 Episode)
- 2014: Blood Cells
- 2014: The Game (TV-Miniserie, 6 Episoden)
- 2015: Stottern (Stutterer, Kurzfilm)
- 2015: An Inspector Calls (Fernsehfilm)
- 2015: Burn Burn Burn
- 2015: The Last Panthers (TV-Miniserie, 4 Episoden)
- 2016: War & Peace (TV-Miniserie, 5 Episoden)
- 2016: Brief Encounters (Fernsehserie, 6 Episoden)
- 2016: The Living and the Dead (Fernsehserie, 6 Episoden)
- 2016: Gibberish (Kurzfilm)
- 2016: To Walk Invisible: The Brontë Sisters (Fernsehfilm)
- 2017: Death in Paradise (Fernsehserie, 1 Episode)
- 2017: The Crown (Fernsehserie, 3 Episoden)
- 2018: Troja – Untergang einer Stadt (Troy: Fall of a City, Fernsehserie, 8 Episoden)
- 2019–2023: Carnival Row (Fernsehserie, 4 Episoden)
- 2019: Temple (Fernsehserie, 7 Episoden)
- 2020: Emma
- 2020: Kindred
- 2020: Das Damengambit (The Queen's Gambit, Fernsehserie, 6 Episoden)
- 2021: Hanna (Fernsehserie, 6 Episoden)
- 2022: Mord im Auftrag Gottes (Under the Banner of Heaven, Miniserie, 7 Episoden)
- 2022: Look the Other Way and Run
- 2022: Bite Size Halloween (Fernsehserie, 1 Episode)
- 2024: Kryptic
- 2025: Department Q (Dept. Q, Fernsehserie)